# Xenorhipis osborni
Xenorhipis osborni är en skalbaggsart som beskrevs av Knull 1936. Xenorhipis osborni ingår i släktet Xenorhipis och familjen praktbaggar. Inga underarter finns listade i Catalogue of Life.